# Alkinoos
Alkinoos (řecky Ἀλκίνοος, latinsky Alcinous) je v řecké mytologii králem Fajáků. Byl nástupcem na královském trůnu po svém otci Nausithoovi.
Fajákové byli nazýváni "blaženým národem", jejich první král Nausithoos je vyvedl z Hypereie, kde byli ohrožováni Kyklopy. Usadili se na ostrově Scheria, který se nyní jmenuje Korfu. Nausithoos byl synem vládce moří Poseidóna a jeho milenky Periboie. Po něm vládl jeho syn Alkinoos, který se oženil s Arété a zplodili spolu dceru jménem Nausikaá.
Fajácký král Alkinoos zasáhl v řeckých bájích přinejmenším ve dvou příbězích:

## Setkání s Argonauty
První příběh byl ten o Argonautech, hlavně o Iásonovi a Médei. Když prchali z Kolchidy poté, co se jim podařilo získat zlaté rouno, pronásledovalo je vojsko krále Aiéta, Médeina otce. Dostihlo je na ostrově krále Alkinooa a dožadovali se vydání uprchlíků. Král Alkinoos rozhodl, že Médeia bude vydána svému otci, je-li ještě panna, v opačném případě zůstane s Iásónem. Když toto rozhodnutí vyslechla královna Arété, pospíchala za uprchlíky a poradila i pomohla uspořádat rychlý svatební obřad. Aiétés a jeho vojsko se vrátilo s nepořízenou domů.

## Setkání s Odysseem
Velký hrdina z trojské války, ithacký král Odysseus na své cestě z války domů prožil
mnohá nebezpečná dobrodružství na moři. Stalo se, že pronásledovaný Poseidónem Odysseus málem přišel o život v rozbouřených mořských vlnách, z posledních sil doplaval ke břehům ostrova Fajáků. Mladičká princezna Nausikaá se ho ujala, uvedla ho do královského paláce a tam se Odysseovi dostalo pomoci a podpory. Po svém zotavení dostal od krále Alkinoa loď, která jej bezpečně dovezla k břehům Ithaky. Tam lodníci vysadili spícího Odyssea na břeh a otočili loď k domovu. Nepřející Poseidón se jim za dobrodiní k Odysseovi odměnil tím, že loď i s posádkou tvrdou ranou pěstí proměnil v kámen. Před dalšími úklady mořského boha zachránil Alkinoos svou zemi bohatou obětí na božský oltář.
Říká se, že Nausikaá se později stala manželkou Télemacha, syna Odyssea a jeho manželky Pénelopy.

## Odraz v umění
Archeologové Heinrich Schliemann a Dörpfeld v letech 1884-1885 vykopali palác z 15. stol. př. n. l., který odpovídal přesně Homérovu popisu.